# Naked (canção de Dev)
"Naked" é uma canção da cantora norte-americana Dev, com participação do cantor espanhol Enrique Iglesias. Foi lançado em 20 de dezembro de 2011 como terceiro single do seu álbum de estreia, The Night the Sun Came Up. Foi inicialmente previsto para ser lançado como quarto single do relançamento do álbum Euphoria, do Enrique Iglesias, mas depois que o relançamento foi cancelado, foi anunciado que a canção estaria na versão norte-americana do álbum de estreia de Dev. A canção foi lançada no iTunes dos Estados Unidos e do Canadá, em 20 de dezembro de 2011, e recebeu opiniões positivas dos críticos especializados em música.

## Antecedentes e composição
Dev anunciou em sua página do Facebook que "Naked" seria lançado como terceiro single oficial do seu álbum de estreia, "The Night the Sun Came Up" e postou a capa do single em 10 de dezembro de 2011 na rede social. O áudio da canção foi lançado em 16 de dezembro de 2011 no Vevo. "Naked" foi lançado como terceiro single do álbum de estreia de Dev em 20 de dezembro de 2011, mas essa canção só se encontra na versão americana do álbum, já que antes do lançamento da canção, o álbum já havia sido lançado no Reino Unido, na Austrália, no Brasil e em outros países, então a música foi incluída na versão norte-americana do álbum, porque ainda não havia sido lançado nos Estados Unidos. "Naked" é uma canção de electropop, eurodance e dance-pop, e contém a participação do cantor espanhol de pop latino Enrique Iglesias. O single foi escrito por Dev, Niles Hollowel-Dhar e David Singer-Vine (esses dois últimos fazem uma dupla chamada The Cataracs). Foi também lançado uma versão dessa canção com a participação do cantor de R&B, T-Pain, no lugar de Enrique Iglesias.
| “ | Enrique fez uma participação incrível na canção. Trabalhar com ele foi incrível, é como gritar para todos os meus parentes latinos | ” |

## Videoclipe

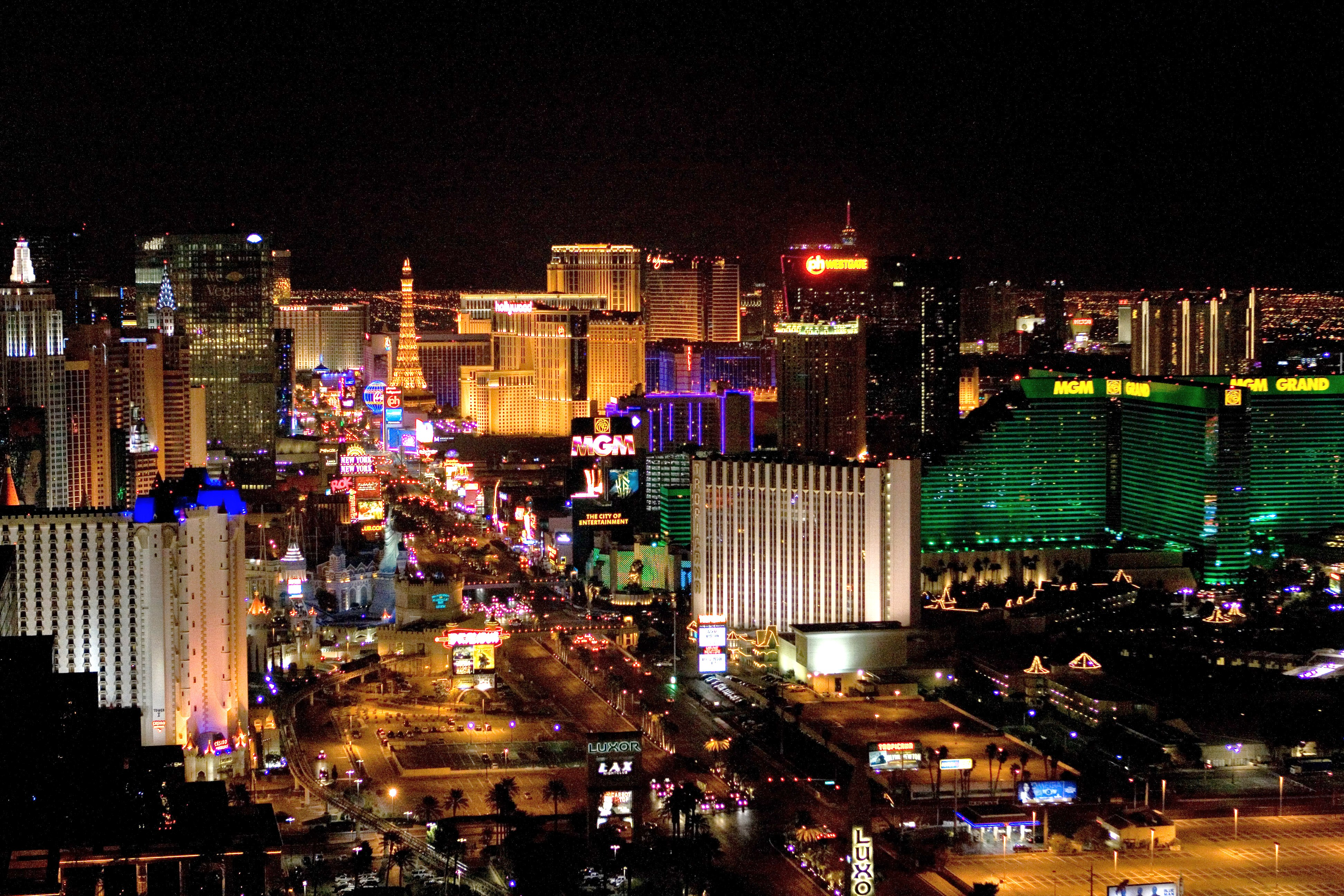
Vista da cidade de Las Vegas, onde o videoclipe foi gravado.

O videoclipe foi gravado no final de fevereiro de 2012, pelo diretor BBGun, que já havia dirigido o vídeo musical de "Tonight (I'm Lovin' You)", de Enrique Iglesias. O vídeo foi enviado para conta de Dev no Vevo em 29 de março de 2012. O vídeo mostra Dev e Enrique passeando pela cidade de Las Vegas, onde eles andam pelos cassinos e ruas da cidade. Embora o nome da música seja "Naked" (nua em português), o vídeo não mostra nenhum tipo de pornografia. Para o vídeo, Dev e Enrique não contracenaram juntos, mas gravaram no mesmo local, o que pode ser visto no final do vídeo, quando os dois se encontram no elevador.

## Lista de faixas
| Download digital |         |                    |         |  |
| N.º              | Título  | Compositor(es)     | Duração |  |
| 1.               | "Naked" | Dev e The Cataracs | 3:58    |  |

| EUA Download digital - Remixes |                                  |         |  |
| N.º                            | Título                           | Duração |  |
| 1.                             | "Naked"                          | 3:58    |  |
| 2.                             | "Naked" (participação de T-Pain) | 4:13    |  |
| 3.                             | "Naked" (Joe Maz Remix)          | 4:12    |  |
| 4.                             | "Naked" (DJ Ridiculous Remix)    | 5:38    |  |
| 5.                             | "Naked" (DJ Carnage Remix)       | 5:23    |  |

## Desempenho nas tabelas musicais

### Paradas musicais
| Charts (2012)                                   | Posição |
| ----------------------------------------------- | ------- |
| Bélgica (Ultratip Bubbling Under de Flandres)   | 13      |
| Bélgica (Ultratip Bubbling Under da Valônia)    | 2       |
| Canadá (Canadian Hot 100)                       | 54      |
| Dinamarca (Hitlisten)                           | 26      |
| ERRO: DEVE FORNECER ano PARA TABELA eslovaca    | 24      |
| Estados Unidos - Billboard Hot 100 (Billboard)  | 99      |
| Estados Unidos Pop Songs (Billboard)            | 30      |
| Estados Unidos Hot Dance Club Songs (Billboard) | 2       |

## Histórico de lançamento
| País           | Data                   | Formato          | Gravadora          |
| -------------- | ---------------------- | ---------------- | ------------------ |
| Estados Unidos | 20 de dezembro de 2011 | Download digital | Universal Republic |
| Canadá         | 20 de dezembro de 2011 | Download digital | Universal Republic |
| México         | 20 de dezembro de 2011 | Download digital | Universal Republic |
| Austrália      | 6 de janeiro de 2012   | Download digital | Universal Republic |
| Áustria        | 6 de janeiro de 2012   | Download digital | Universal Republic |
| Bélgica        | 6 de janeiro de 2012   | Download digital | Universal Republic |
| Brasil         | 6 de janeiro de 2012   | Download digital | Universal Republic |
| Dinamarca      | 6 de janeiro de 2012   | Download digital | Universal Republic |
| França         | 6 de janeiro de 2012   | Download digital | Universal Republic |
| Itália         | 6 de janeiro de 2012   | Download digital | Universal Republic |
| Países Baixos  | 6 de janeiro de 2012   | Download digital | Universal Republic |
| Nova Zelândia  | 6 de janeiro de 2012   | Download digital | Universal Republic |
| Noruega        | 6 de janeiro de 2012   | Download digital | Universal Republic |
| Espanha        | 6 de janeiro de 2012   | Download digital | Universal Republic |
| Suécia         | 6 de janeiro de 2012   | Download digital | Universal Republic |
| Suíça          | 6 de janeiro de 2012   | Download digital | Universal Republic |
| Irlanda        | 6 de janeiro de 2012   | Download digital | Universal Republic |
| Reino Unido    | 6 de janeiro de 2012   | Download digital | Universal Republic |